# Odugattūr
Odugattūr är en ort i Indien.   Den ligger i distriktet Vellore och delstaten Tamil Nadu, i den södra delen av landet, 1 800 km söder om huvudstaden New Delhi. Odugattūr ligger 335 meter över havet och antalet invånare är 8 282.
Terrängen runt Odugattūr är huvudsakligen kuperad, men den allra närmaste omgivningen är platt. Runt Odugattūr är det tätbefolkat, med 709 invånare per kvadratkilometer. Närmaste större samhälle är Ambur, 18,2 km väster om Odugattūr. Omgivningarna runt Odugattūr är en mosaik av jordbruksmark och naturlig växtlighet.